# Захаренко, Никита Валерьевич
Никита Валерьевич Захаренко (род. 28 сентября 1984 год) — казахстанский хоккеист, вратарь.

## Карьера
Воспитанник усть-каменогорского хоккея. В чемпионате России выступал в составе подольских клубов высшей и первой лиг. В высшей лиге провёл 16 игр, в первой - 35 игр.
На юношеском чемпионате мира 2002 года выступал за казахстанскую сборную, провёл 4 игры. Привлекался в сборную Казахстана. На чемпионате 2002 года на лёд не выходил. На молодёжном чемпионате 2003 года провёл 4 игры.
В сезоне 2007/08 года заявлялся за «Барыс», но на лёд не выходил. После сезона прекратил выступления окончательно.